# Amygdaloptera
Amygdaloptera là một chi bướm đêm thuộc họ Geometridae.

## Các loài
- Amygdaloptera testaria (Fabricius, 1794)